# Élisabeth de Mansfeld-Hinterort
Élisabeth de Mansfeld-Hinterort (1565, – 12 avril 1596), est une noble allemande membre de la Maison de Mansfeld et par mariage duchesse de Saxe-Cobourg-Eisenach.
Née à Mansfeld, elle est fille de Jean de Mansfeld-Hinterort et de sa seconde épouse Marguerite, fille de Ernest Ier de Brunswick-Lunebourg.

## Biographie
À Wiener Neustadt, le 23 novembre 1591 Élisabeth épouse Jean-Ernest de Saxe-Eisenach. Ils ont un fils:
- Jean-Frédéric, prince héréditaire de Saxe-Cobourg-Eisenach (né et décédé à Marksuhl, 8 avril 1596).

Quatre jours plus tard, Élisabeth meurt âgé de 31 ans, probablement à cause de complications liées à l'accouchement. Elle est enterrée à Creuzburg aux côtés de son fils.